# Gyalidea culbersoniana
Gyalidea culbersoniana är en lavart som beskrevs av Vezda & Poelt. Gyalidea culbersoniana ingår i släktet Gyalidea och familjen Gomphillaceae.   Inga underarter finns listade i Catalogue of Life.